# Voies de conduction intra-auriculaire
Les voies de conduction intra-auriculaire sont la partie du tissu cardionecteur responsable de la propagation de la dépolarisation myocardique entre le nœud sinu-atrial (dit de Keith et Flack) et le nœud atrio-ventriculaire (dit d'Aschoff-Tawara). 
Elles se composent du faisceau internodal antérieur, duquel naitra le faisceau de Bachmann ; du faisceau internodal moyen (dit de Wenckebach), et du faisceau internodal postérieur (dit de Thorel).

## Description
Les faisceaux internodaux cheminent dans la paroi de l'atrium droit. Ils permettent la transmission cardionectrice de la dépolarisation du nœud sinu-atrial au nœud atrioventriculaire.
Par leurs situations dans l'auricule droite, ils contribuent à sa dépolarisation. Seul le faisceau de Bachmann, naissant du faisceau internodal antérieur, traversera la paroi inter-auriculaire afin de dépolariser l'oreillettes gauche.
La dépolarisation auriculaire, dont les faisceaux de conduction intra-auriculaire sont à l'origine, entraîne la contraction des cavités atriales. 
Cette contraction augmentera la pression au sein des oreillettes, jusqu'à l'expulsion du sang des auricules vers les ventricules (par gradient de pression donc), à travers les valvules tricuspide et mitrale.
La dépolarisation (et donc la contraction) atriale traduira à l'électrocardiogramme par l'onde positive P.

## Détails
Ce sont des voies mal individualisées, qui ne constituent pas une structure cardionectrice bien définie. On parle de voies préférentielles plutôt que de voies anatomiques.
Il existe des voies de conduction intra-auriculaire accessoires (ou aberrantes) : les faisceaux de Mahaim, de James et de Kent. Ces faisceaux sont physiologiquement au repos, et ne propagent la dépolarisation qu'à l'état pathologique.